# Enicospilus nephele
Enicospilus nephele là một loài tò vò trong họ Ichneumonidae.